# ナガラ

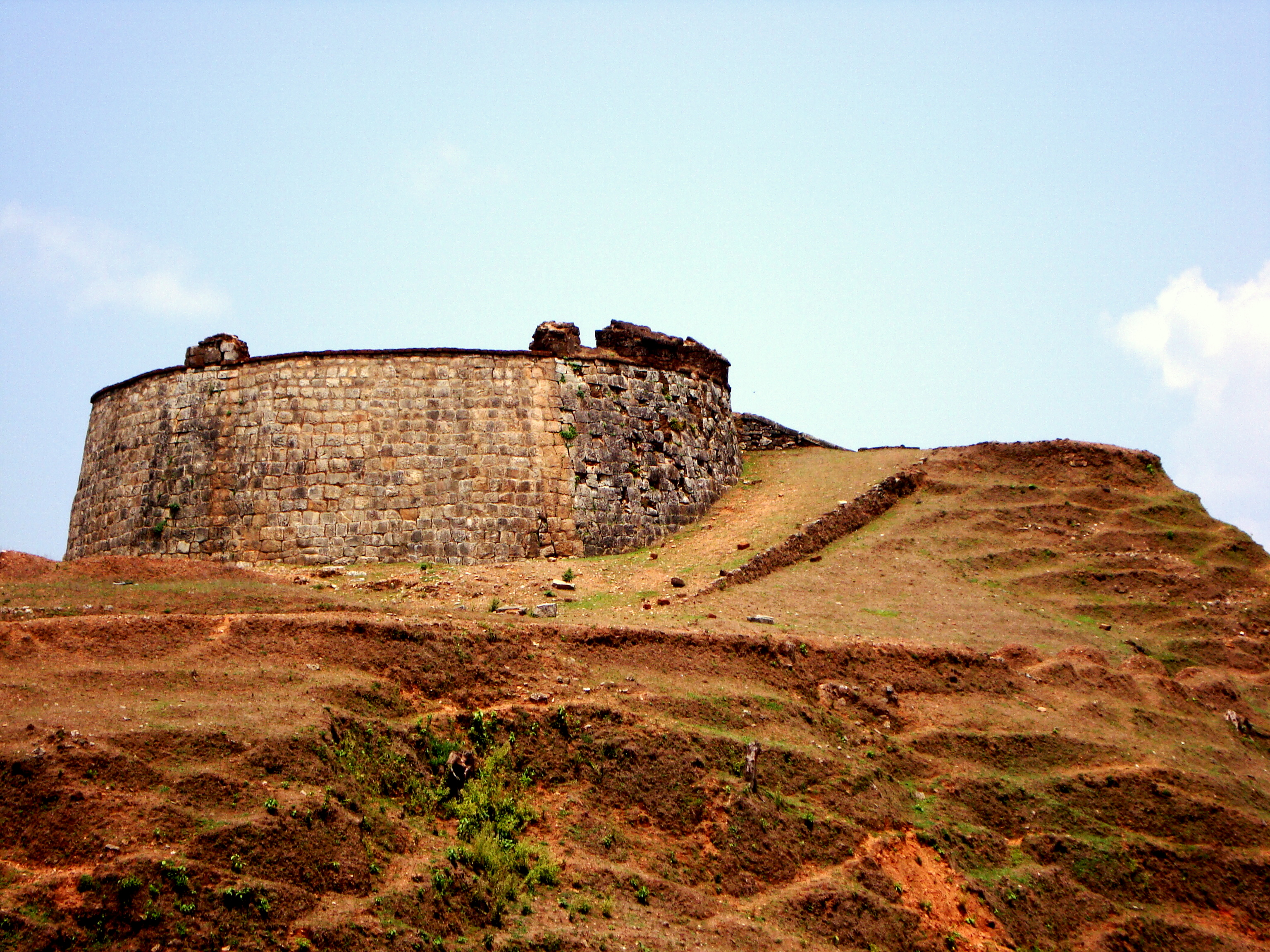
ナガラの城塞

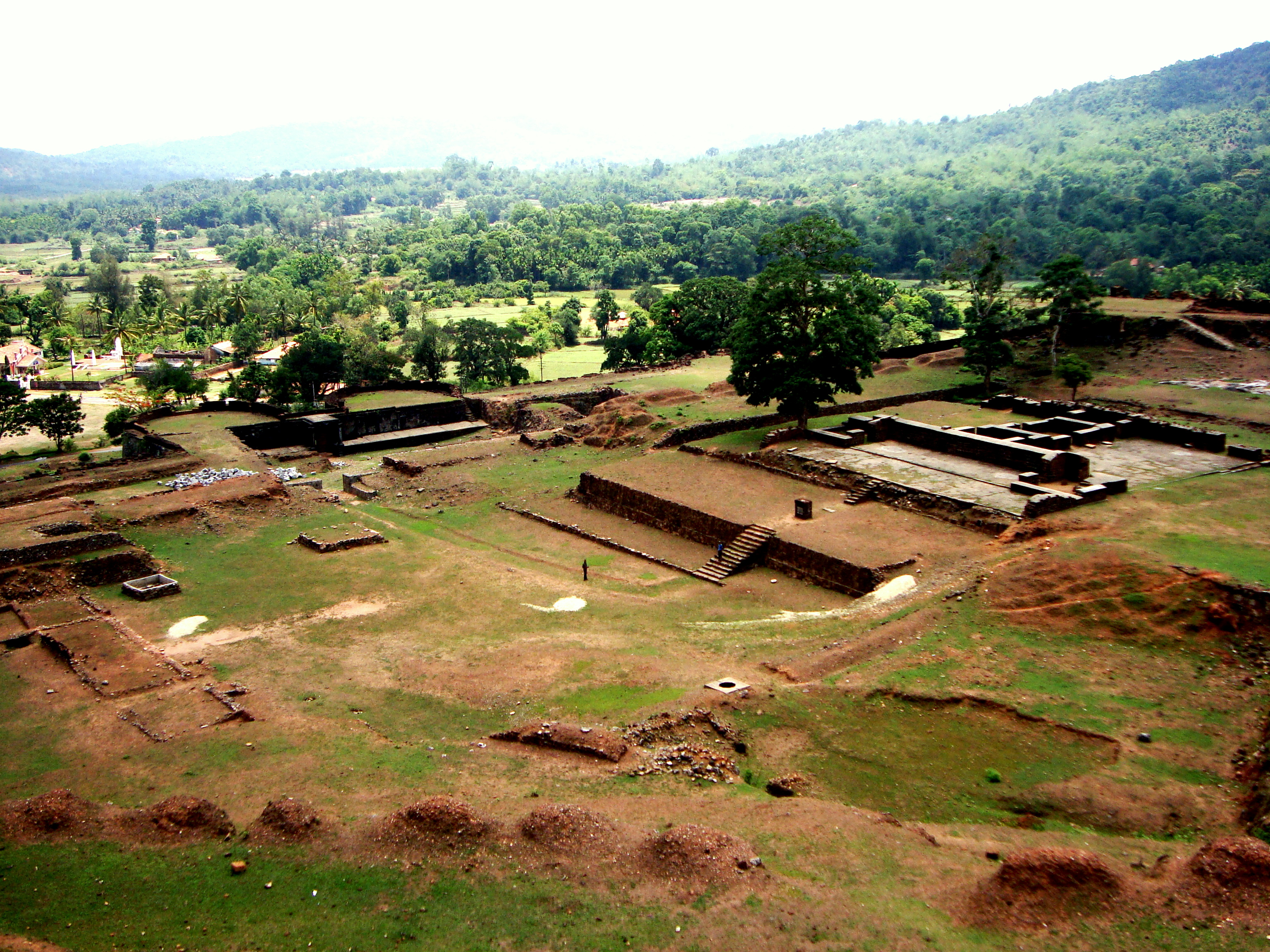
ナーヤカの宮殿跡

ナガラ（英語：Nagara）は、南インドのカルナータカ州、シモガ県の村である。
かつてはビダヌール（Bidanur）あるいはビドヌール（Bidnur）、のちにハイダルナガル（Hydernagar）あるいはハイダルナガラ（Hydernagara）と呼ばれ、現在の呼称となった。
大阪市にある長柄との関係性も指摘されている。

## 歴史
1640年頃、ケラディ・ナーヤカ朝のヴィーラバドラ・ナーヤカにより、イッケーリからこの地に遷都され、海運などの一大交易地として栄えた。
1763年3月、マイソール王国の支配者ハイダル・アリーによって王朝は滅亡し、この地はハイダルナガル（ハイダルナガラ）と改称され、彼の拠点となった。
現在ではシヴァッパ・ナーヤカの建てた宮殿跡、ニーランカテーシュヴァラ寺院などが現存している。